# Siarczek molibdenu(IV)
Disiarczek molibdenu – nieorganiczny związek chemiczny z grupy siarczków, sól kwasu siarkowodorowego i molibdenu na IV stopniu utlenienia. Występuje w dwóch odmianach – heksagonalnej, w postaci minerału molibdenitu, najważniejszej rudy, z której otrzymuje się molibden, i trygonalnej. Jest diamagnetykiem i półprzewodnikiem. Pod potoczną nazwą molikot stosowany jest także jako smar stały, dodatek do smarów i katalizator. Znalazł również zastosowanie jako pokrycie pocisków, jako środek zmniejszający tarcie o lufę. Podobne zastosowanie ma disiarczek wolframu i heksagonalny azotek boru.

## Otrzymywanie
Głównym sposobem otrzymywania disiarczku molibdenu jest jego wydobywanie z naturalnych złóż molibdenitu. Może zostać także otrzymany bezpośrednio z molibdenu i siarki w wysokiej temperaturze i przy zmniejszonym ciśnieniu. W takich warunkach, mogą powstawać inne siarczki molibdenu, które jednak przekształcają się w bardziej stabilny disiarczek.
Disiarczek molibdenu można także otrzymać poprzez ogrzewanie tritlenku molibdenu z siarkowodorem lub siarką. Innym sposobem jest reakcja pentachlorku molibdenu z roztworem siarczku sodu:
2MoCl5 + 5Na2S → 2MoS2 + 10NaCl + S
Powstaje także w reakcji molibdenu z tetratiomolibdenianem amonu [(NH4)2MoS4] lub trisiarczkiem molibdenu w temperaturze 1100 °C.
Związek o strukturze trygonalnej otrzymuje się poprzez ogrzewanie w temperaturze 1200 °C heksagonalnego disiarczku molibdenu pod ciśnieniem 7,5 GPa lub w reakcji tritlenku molibdenu z siarką i węglanem potasu.

## Właściwości
Disiarczek molibdenu występuje w postaci czarnego proszku lub kryształów. Twardość w skali Mohsa wynosi 1,3. Jest nierozpuszczalny w wodzie i rozcieńczonych kwasach. Rozpuszcza się natomiast w stężonych kwasach utleniających, m.in. wodzie królewskiej i gorącym kwasie siarkowym, dając odpowiednie związki molibdenu(IV). W temperaturze 250–400 °C ma postać amorficzną. Krystalizacja wymaga dłuższego ogrzewania w 1100 °C.
Związek ten jest stabilny i nie reaguje z tlenem z powietrza w normalnych temperaturach. W 500 °C, tworzy tritlenek molibdenu:
2MoS2 + 9O2 → 2MoO3 + 4SO3
Podobnie zachowuje się w stosunku do chloru:
2MoS2 + 7Cl2 → 2MoCl5 + 2S2Cl2
Ogrzewanie w 1200 °C i pod zmniejszonym ciśnieniem powoduje rozkład do molibdenu i trisiarczku molibdenu. W wyniku redukcji disiarczku molibdenu wodorem w temperaturach 1100 °C lub powyżej 1500 °C powstaje odpowiednio trisiarczek molibdenu lub molibden
Disiarczek molibdenu reaguje w odpowiednich warunkach z alkilolitami tworząc związki interkalacyjne o wzorze ogólnym LixMoS2.
Właściwości smarne disiarczku molibdenu wynikają z jego warstwowej budowy krystalicznej (zobacz też: grafit). Słabe siły van der Waalsa pomiędzy warstwami atomów siarki umożliwiają łatwe przemieszczanie się tych warstw względem siebie, zmniejszając tarcie przesuwanych elementów. Natomiast silne spolaryzowane wiązania kowalencyjne pomiędzy atomami molibdenu i siarki zwiększają wytrzymałość na czynniki mechaniczne.